# 坦克大決戰Online
《坦克大決戰Online》是由台灣遊戲開發商力可科技股份有限公司於2009年推出的一款的大型多人网页坦克射击遊戲。在遊戲故事中，玩家将駕駛坦克戰車，操控武器，在競技場中和其他競爭者对战分出勝負。

## 操作
《坦克大決戰Online》是多人連線的坦克對戰遊戲，在遊戲中玩家通過键盘控制坦克移動、開槍射擊或使用特殊武器攻击。玩家有兩個數值，即HP和特殊能力值（SP），當玩家被敵人擊中時HP就會減少，而發動特殊技能時則會消耗SP，而當戰車原地不動时SP就會慢慢補充。

## 世界觀
游戏背景发生在2028年，戰車已被淘汰，當時的“力可全球集團”收購淘汰的戰車並買下東亞的破產島國，并將整座島規畫成競技場。兩年後力可全球集團總裁在戰車競技賽滿兩周年宣布開放民眾報名參賽，並将優勝獎金提高5倍，于是引来全球戰車競技愛好者进行参赛。